# ボリス・リャトシンスキー
ボリス・ミコライヨヴィチ・リャトシンスキー（ウクライナ語: Бори́с Микола́йович Лятоши́нський；英語: Borys Mikolayovich Lyatoshynsky、1895年1月3日ジトーミル - 1968年4月15日 キエフ）は、ウクライナの作曲家・指揮者・音楽教師。20世紀のウクライナ音楽界の基礎を築いた。

## 経歴

### 出生から修学期

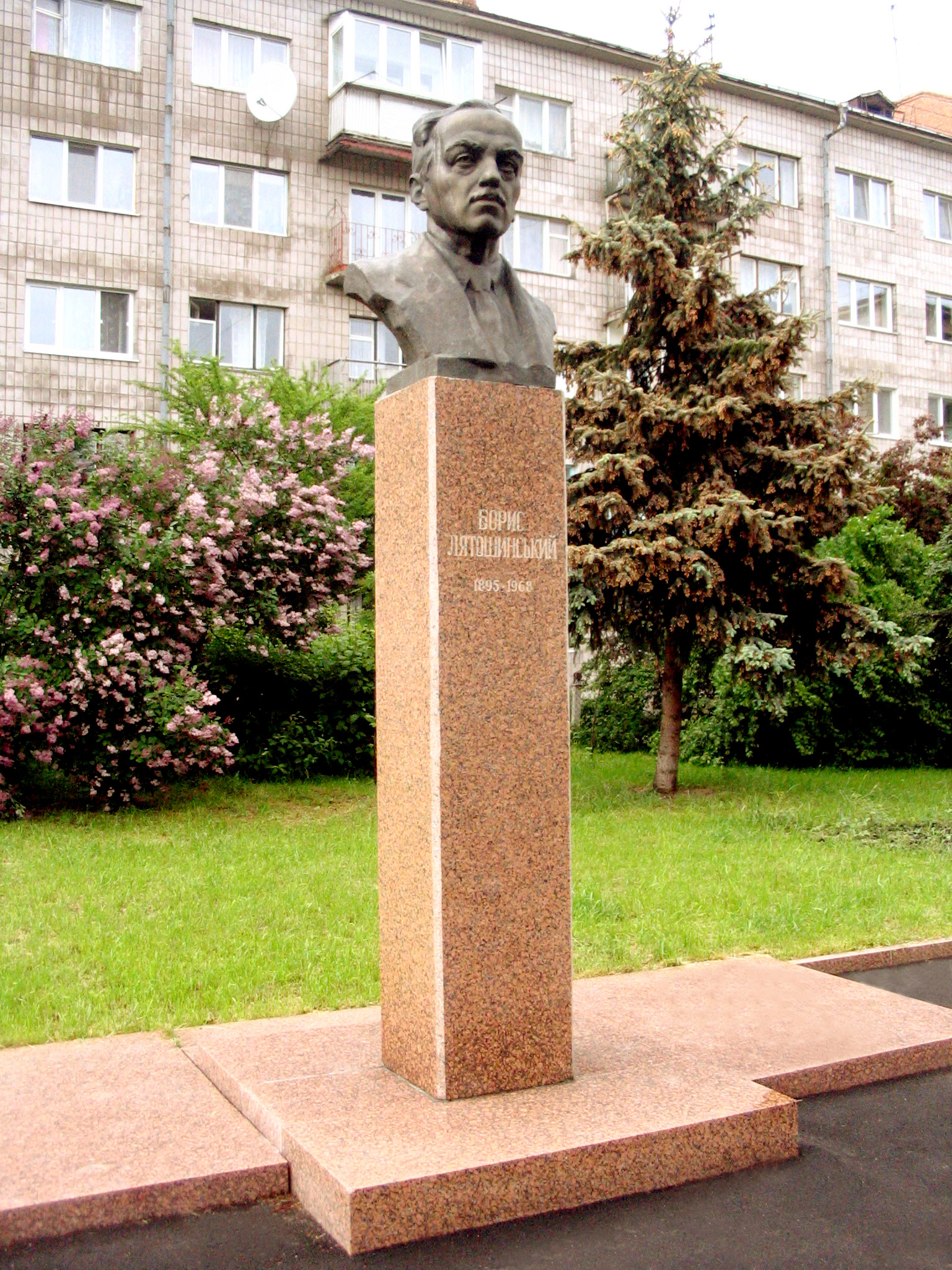
ジトーミルにある記念碑

1895年、ジトーミルの知識人の家庭に生まれた。少年時代からピアノとヴァイオリンの学習を始め、1910年頃には地元の音楽家の手ほどきで最初の作曲を行った。1913年に高等教育を終えると、1914年から1918年までキエフ大学法学部で学んだ。1918年に大学を卒業し、翌1919年よりキエフ音楽院で彼にとっての生涯の音楽の師となるレインゴリト・グリエールに作曲を師事。グリエール没後にはその遺作の《ヴァイオリン協奏曲》作品100の補筆を手掛け、完成させている。

### キエフ音楽院時代
1920年にキエフ音楽院の教員に迎えられ、1935年に教授に昇格し、作曲と管弦楽法を担当。1926年から1929年まで、前衛的な音楽に重点を置いた現代音楽協会会長を務めた。

### モスクワ音楽院時代
1935年から1938年まで、モスクワ音楽院教授。1939年から1941年まで、ウクライナ作曲家連盟長。
大祖国戦争のために1941年から1944年までモスクワ音楽院はサラトフに疎開したが、その際には共に疎開し、教授を務めた。疎開時に開設されたラジオ局「タラス・シェフチェンコ・ラジオ放送」に関わり、ウクライナの地下パルチザン組織向けの番組を放送した。

### 第二次世界大戦後
1944 年の夏にウクライナに戻り、キエフの音楽界に復帰。1944年から1949年には、キエフ音楽院音楽理論学科長を務めた。音楽家としては、ウクライナ・フィルハーモニー管弦楽団の芸術監督を務めた。1956年から「ソ連作曲家同盟」の指導的地位についた。ウクライナ音楽会に多大な貢献をしたものの、ソビエトの反形式主義批判の際には当局から批判された。
1968年にキエフで死去。墓はバイコヴェ墓地にある。

## 受賞・栄典
- 1938年：名誉勲章
- 1945年：ウクライナ＝ソビエト社会主義共和国名誉芸術家
- 1946年：スターリン賞(第2級)。ウクライナ五重奏団として。
- 1951年：名誉勲章(2回目)
- 1952年：スターリン賞(第1級)。映画『タラス・シェフチェンコ（映画）（英語版）』(1951年)音楽に対して。
- 1960年：レーニン勲章
- 労働赤旗勲章
- 1968年：ウクライナ＝ソビエト社会主義共和国人民芸術家（英語版）
- 1971年(死去後授与)：シェフチェンコ・ウクライナ国家賞。オペラ『黄金の輪』(1930年)に対して。

## 作品と作風

### 作品
リャトシンスキーが手懸けた作品のうち、とりわけ2曲の歌劇と5つの交響曲、管弦楽組曲、演奏会用序曲、交響詩、ピアノ協奏曲、室内楽曲（4つの弦楽四重奏曲、2つのピアノ三重奏曲、ヴァイオリン・ソナタ）、ピアノ曲、劇付随音楽、合唱曲、カンタータ、映画音楽が知られる。

### 評価
リャトシンスキーの作品は、最初はロシア国民楽派の伝統（とりわけボロディンとチャイコフスキーの影響）を受け入れたが、アレクサンドル・スクリャービンの音楽語法のうち和声法やリズムの面から影響を受けるようになった。1920年代までに西欧の前衛音楽の影響を受け入れ、しだいに無調や複調による書法をとりいれた。1929年以降はふたたび和声的に単純な作曲法を採るようになり、ウクライナやロシア、ベラルーシ、ポーランドの民族音楽を綜合的に取り入れるなど、汎スラヴ民族主義の方向を強めた。国民楽派の伝統に結びついた愛国的な交響楽を作曲するようになったが、それでもなお半音階的で重厚な響きを好み、晦渋な作風をとっていた。
《交響曲 第2番》（1935-36年）はソヴェト当局の不興を買い、その後の改訂にもかかわらず、ようやく1964年になって初演が行われた（ショスタコーヴィチの《交響曲 第4番》がたどった運命を連想させる）。それでもリャトシンスキーは数多くの栄誉を受けており、ソ連国家賞を3度授与された。

## 門下生
門人には、下記のようなソビエト連邦の崩壊後に西欧で認知されるようになった現代音楽の作曲家がいる。
- ヴァレンティン・シルヴェストロフ
- オスヴァルダス・バラカウスカス（英語版）

## 家族・親族
- 父：ニコライ・リャトシンスキー（ロシア語版）は教師、歴史家。ギムナジウムで歴史や地理を教え、後に校長も務めた。
- 母：オリガ・ボリソヴナ・リャトシンスカヤはピアノや歌に通じていた。